# Kirche von Svenneby

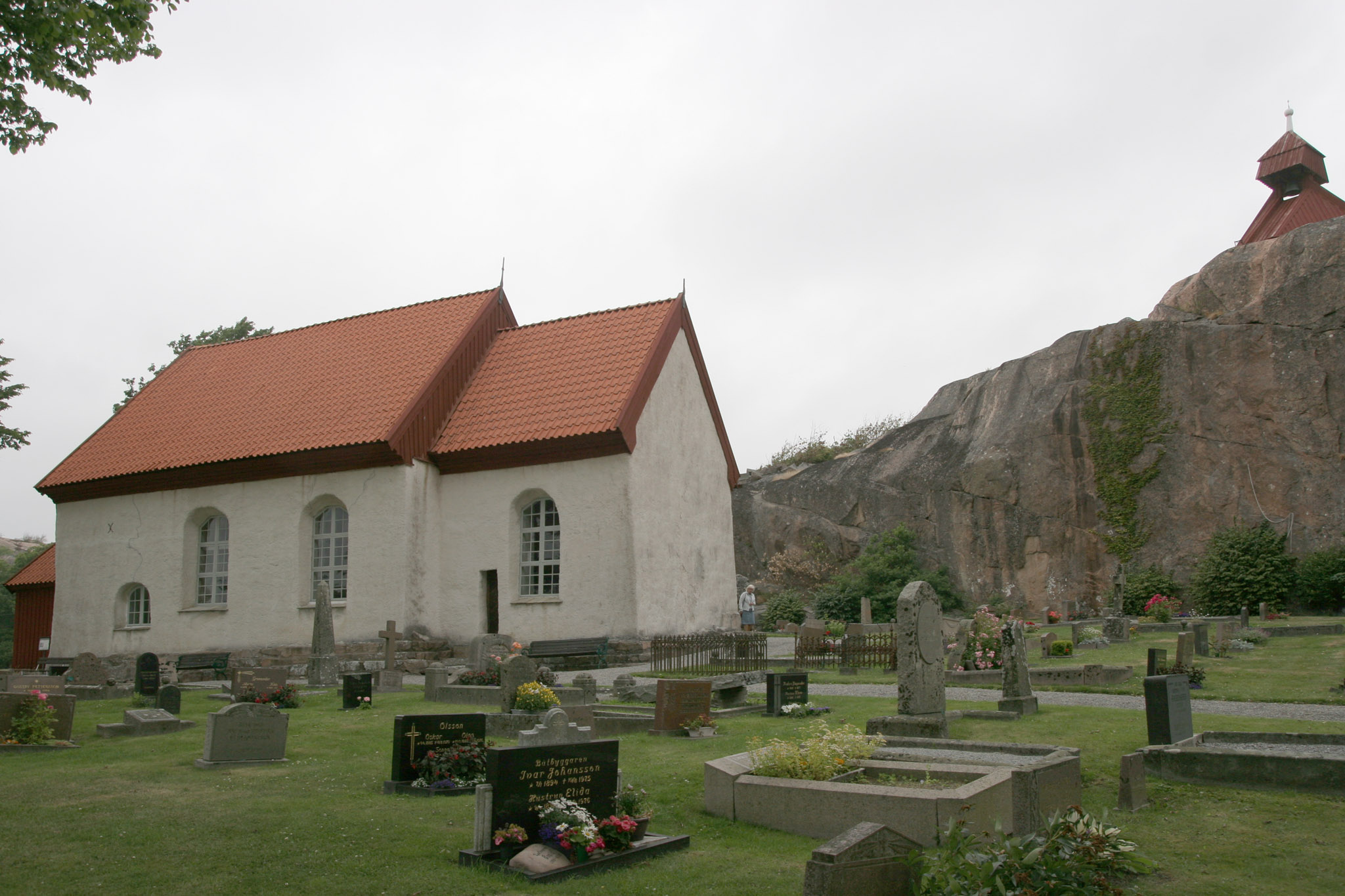
Die alte Kirche von Svenneby mit Friedhof. Rechts im Bild der Glockenturm.

Der Grundriss der Kirche

Die Kirche von Svenneby ist ein romanisches Kirchengebäude in der Gemeinde Tanum, in der schwedischen Provinz Bohuslän. Die Kirche gehört zu dem Socken (schwedische Kirchengemeinde) Svenneby.
Das Bauwerk ist eine der ältesten Kirchen in Bohuslän. Sie wurde zu Beginn des 12. Jahrhunderts erbaut. Ursprünglich lag sie in der Mitte des Dorfes. Heute liegt sie außerhalb der Gemeinde. Die Glocke im freistehenden Glockenturm, der sich auf einem benachbarten Felsen befindet, stammt aus dem 13. Jahrhundert. Der südliche Choreingang ist noch im Originalzustand erhalten, während beispielsweise die Empore erst im 18. Jahrhundert errichtet wurde. In der Kirche befinden sich vier mittelalterliche Skulpturen. Die Deckengemälde wurden 1741 von J. Alstedt geschaffen. Das Altarbild mit einer Darstellung des Abendmahls stammt von 1741. Der Taufstein ist aus einem Speckstein herausgearbeitet worden; er stammt vermutlich aus Norwegen. Um die Kirche herum befindet sich der Friedhof der Gemeinde.
Der letzte Gottesdienst wurde am 5. Dezember 1915 in der Kirche gefeiert. Danach zog die Gemeinde in die neue Kirche um. Die alte Kirche liegt im Schutz einer Klippe, die etwas höher als die Kirche selbst ist. 